# Style néo-roman

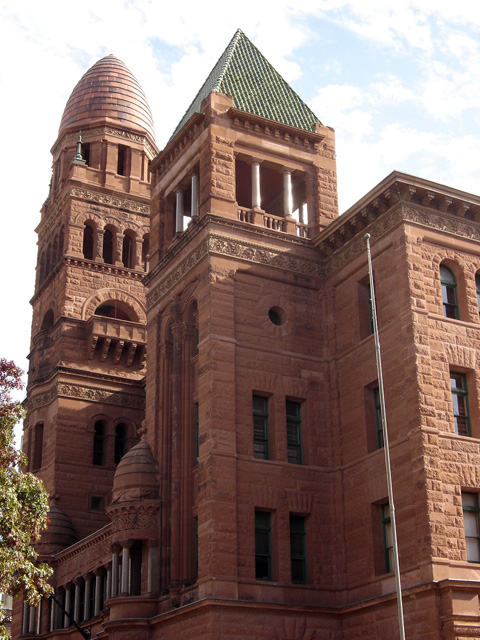
Exemple de style roman richardsonien, le palais de justice du comté de Bexar à San Antonio au Texas.

Le style néo-roman est un style architectural en vogue à la fin du XIXe siècle inspiré par le style architectural roman des XIe et XIIe siècles. Les caractéristiques distinctives les plus couramment employées dans les bâtiments néo-romans sont les voûtes en berceau, les fenêtres en arc plein cintre et les bandeaux. À la différence du style roman classique, cet « éclectisme » roman a tendance à aller vers des arches et des fenêtres simplifiées par rapport à leurs modèles historiques.

## États-Unis
Ce style fut couramment employé aux États-Unis à la fin du XIXe siècle et du début du XXe siècle pour l'architecture des palais de justice et des campus universitaires. Dans ce dernier cas, l'exemple le plus connu étant est sans doute l'Université de Californie.
Le style néo-roman fut aussi largement employé pour construire des églises, mais aussi parfois des synagogues, dont l'exemple le plus remarquable est sans doute le Temple Emanu-El de New York sur la cinquième Avenue, datant de 1929.
De loin Henry Hobson Richardson est l'architecte américain le plus important et le plus influent ayant développé un style propre inspiré librement de l'architecture romane. Aux États-Unis on appelle même « roman richardsonien » le style dérivé d'exemples établis par lui.

## Royaume-Uni
Au Royaume-Uni, le style néo-roman rentra dans le cadre de ce que nous appelons aujourd'hui l'Architecture victorienne. Le bâtiment du Musée d'histoire naturelle de Londres dû à Alfred Waterhouse, construit de 1873 à 1880, sera l'un des exemples les plus significatifs.

## France
En France, c'est Eugène Viollet-le-Duc qui, à la suite de la publication de son Dictionnaire, lance un mouvement durable en faveur du vocabulaire de formes médiéval. Grâce à sa connaissance des styles médiévaux, il exerce d'abord dans la restauration (basilique Sainte-Marie-Madeleine de Vézelay, basilique Saint-Sernin de Toulouse), qui va souvent jusqu'à la re-création de modèles qui n'ont pas existé, avant de susciter de nombreux continuateurs. L'un des exemples de ce style est le musée Dobrée à Nantes, construit à partir de 1862 pour abriter les collections d'art de Thomas Dobrée (1810-1895). Une multitude d'églises sont construites sur des modèles romans plus ou moins interprétés, dont un style romano-byzantin qui connaîtra un grand succès (basilique du Sacré-Cœur de Montmartre, à Paris, par Paul Abadie, qui a participé à la restauration de Saint-Sernin). On peut citer l'église Saint-Denys d'Argenteuil (1862-1865), l'église Notre-Dame-de-l'Assomption à Villefranche-du-Périgord par Paul Abadie (1864-1869).
Au XXe siècle, on peut aussi citer l'église Saint Melaine, bâtie dans les années 1950, par le chanoine Alphonse Thommerot, à Rieux (Morbihan), dans une des variantes du style néo-roman breton.

## Alsace et Lorraine allemandes
Dans le cadre de la prussification du Reichsland Elsass-Lothringen, les villes et bourgades sont ainsi dotés de nouveaux bâtiments publics. Plusieurs monuments de Metz (la poste centrale, la gare (1905-08), le Temple Neuf (1901-1904)) sont de style néo-roman (mais aussi Jugendstil). À Carling, l’église catholique Saint-Gérard Majella, de style néo-roman ottonien est construite de 1906 à 1908 sous la direction de l’architecte Klein.

## Allemagne
À Dillingen en Sarre, le Saardom, église du Saint-Sacrement, est construit entre 1910 et 1913 sur les plans de l'architecte diocésain de Trèves Peter Marx (1871-1958) ; parmi ses modèles, les tours de la cathédrale de Bamberg et celles des cathédrales de Laon et de Naumburg, ainsi que la façade de la cathédrale de Metz.
L'école de Beuron, mouvement artistique prônant l'abandon du naturalisme en matière d'art sacré, fait de l'art roman le fondement de ses théories artistiques.

## Galerie photos

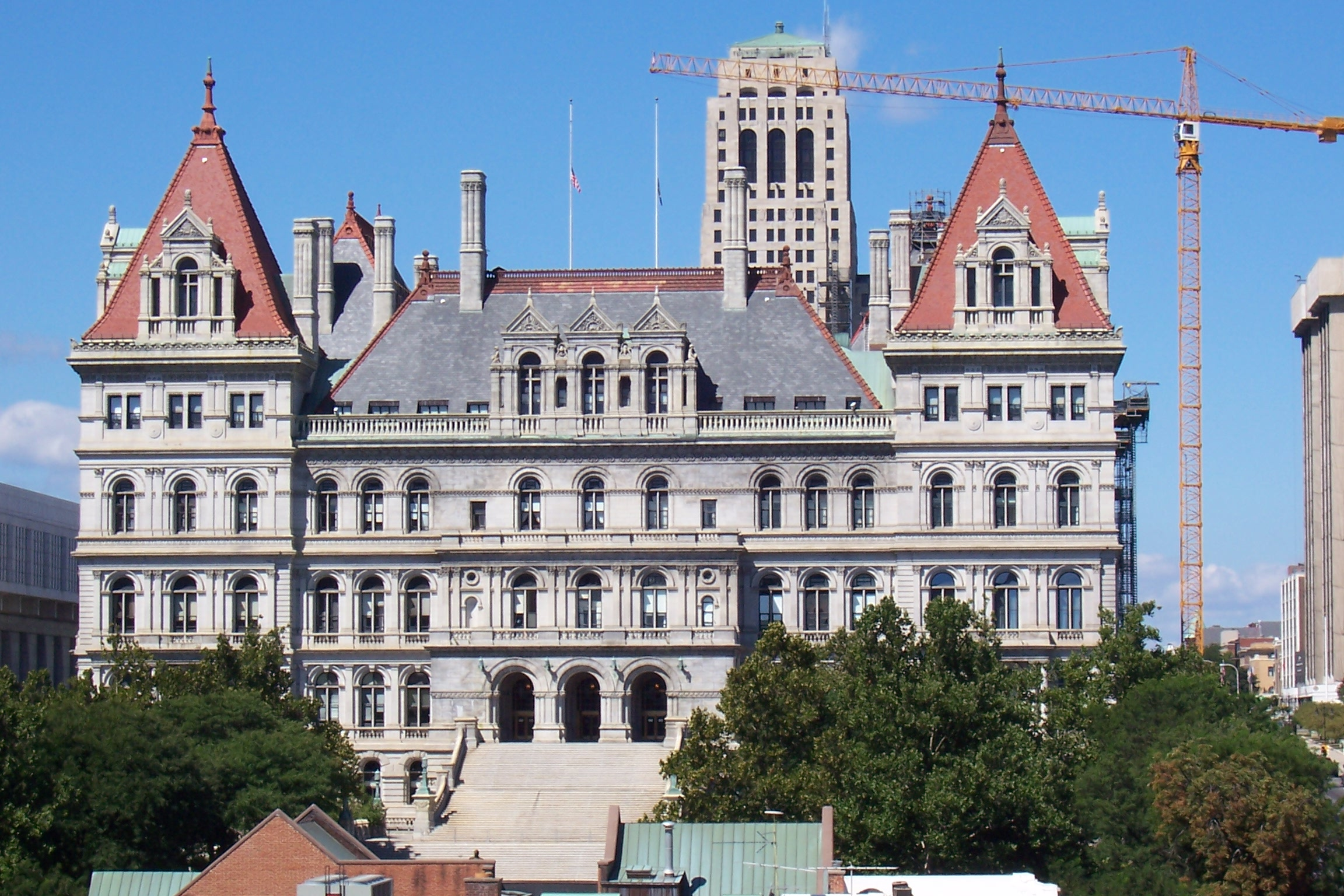
Détails néo-romans du capitole de l'État de New York à Albany construit également dans le style néorenaissance.
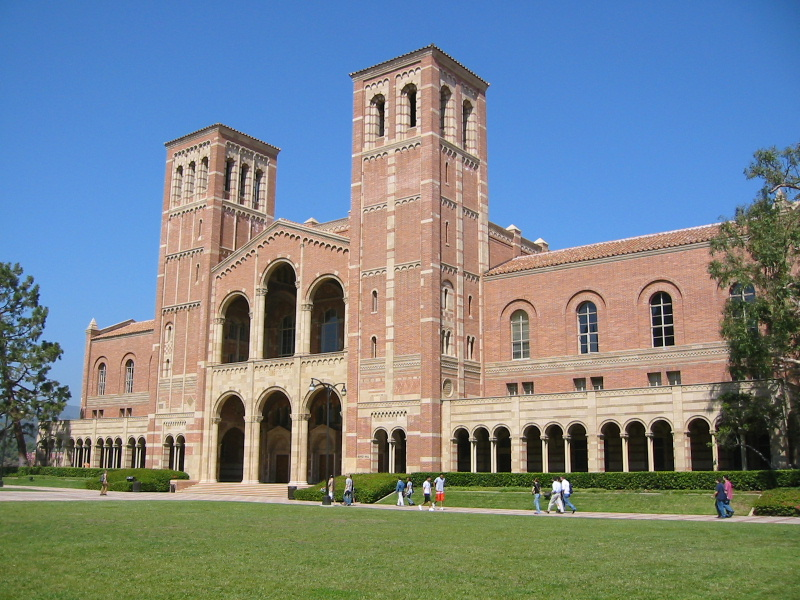
Le Royce Hall de l'université de Californie à Los Angeles (inspiré de la basilique Saint-Ambroise de Milan).
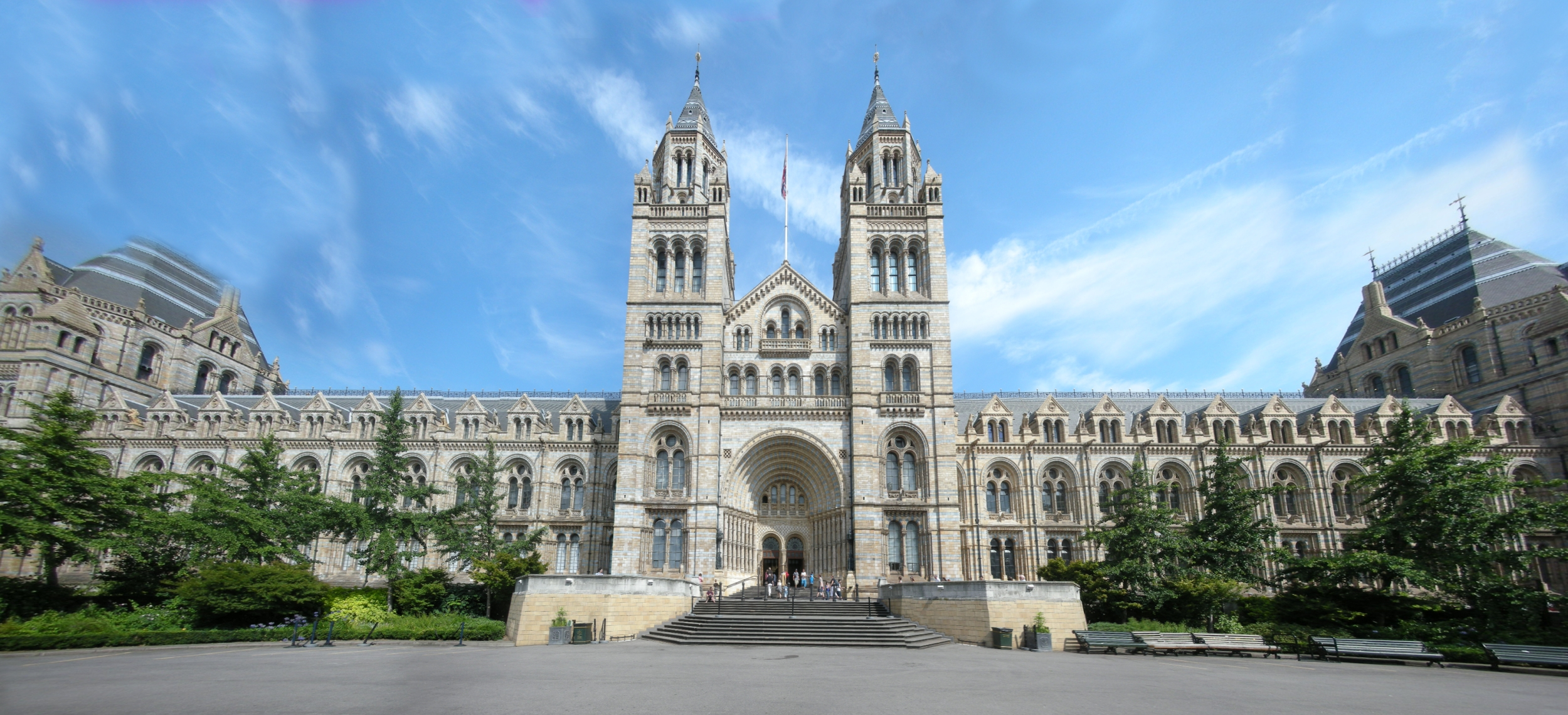
Le Musée d'histoire naturelle de Londres.
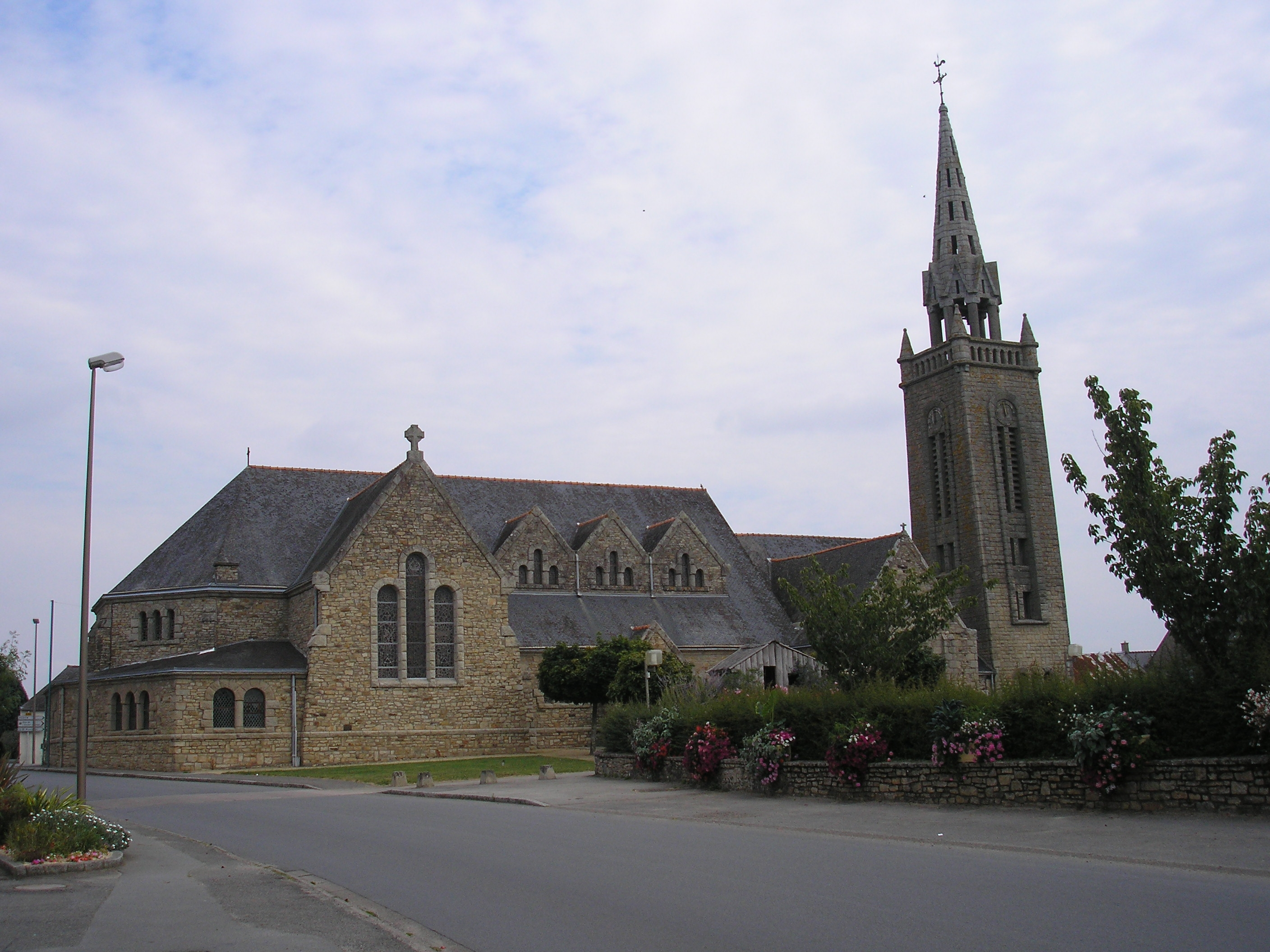
L'église Saint-Melaine, à Rieux (Morbihan).
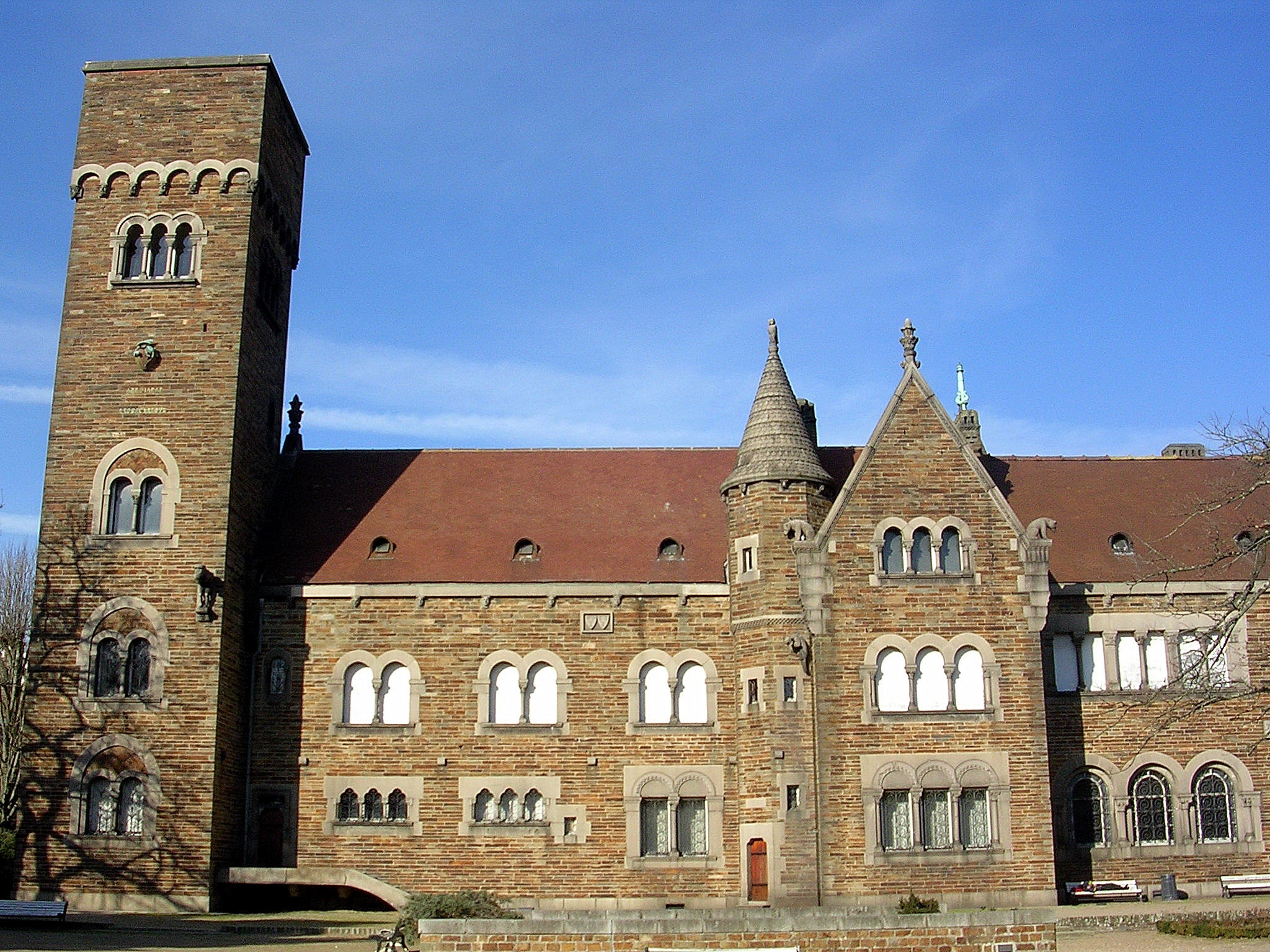
Le palais Dobrée à Nantes.
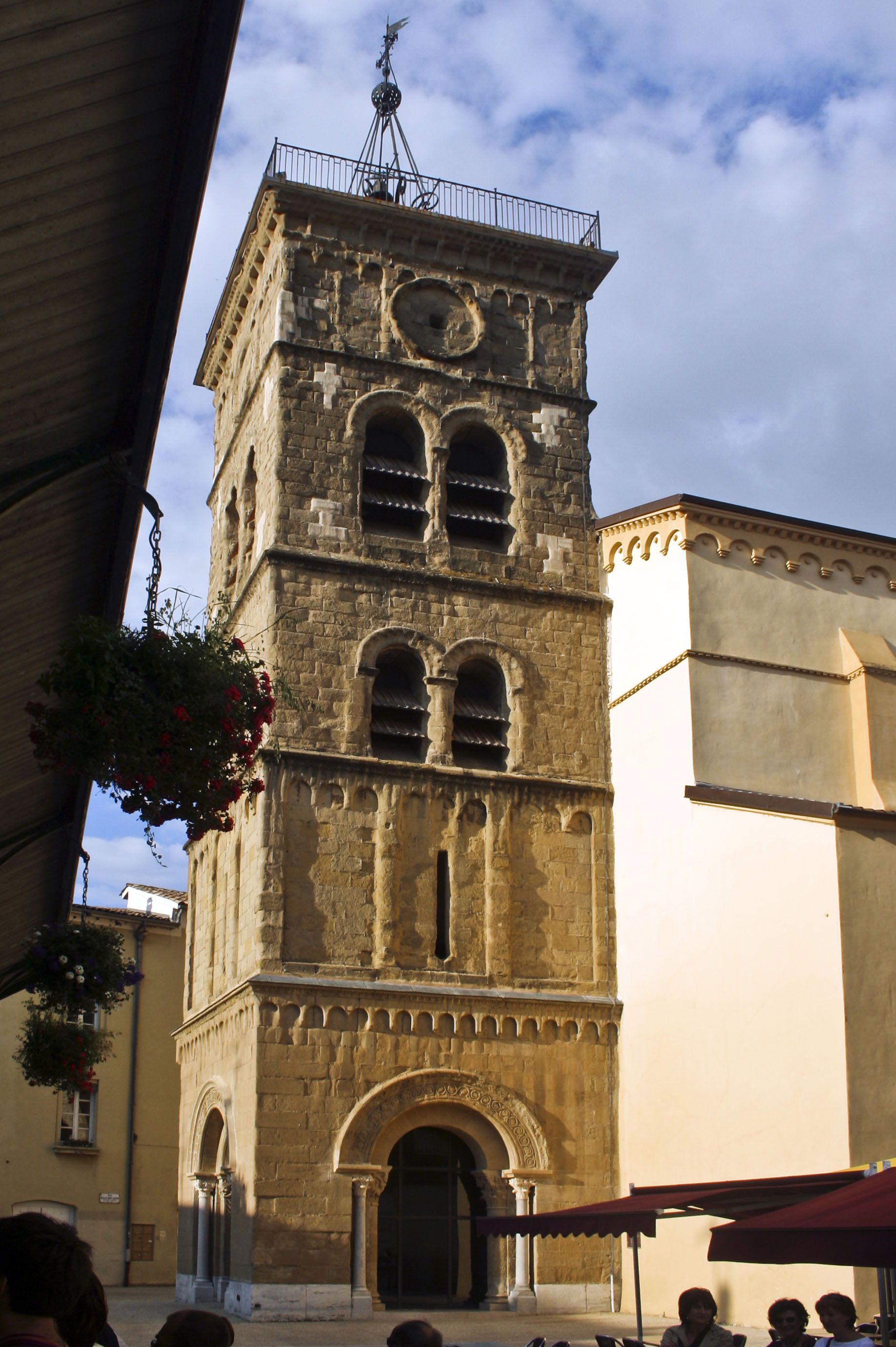
Le clocher néo-roman (1876) de l'église Saint-Jean-Baptiste à Valence (Drôme).
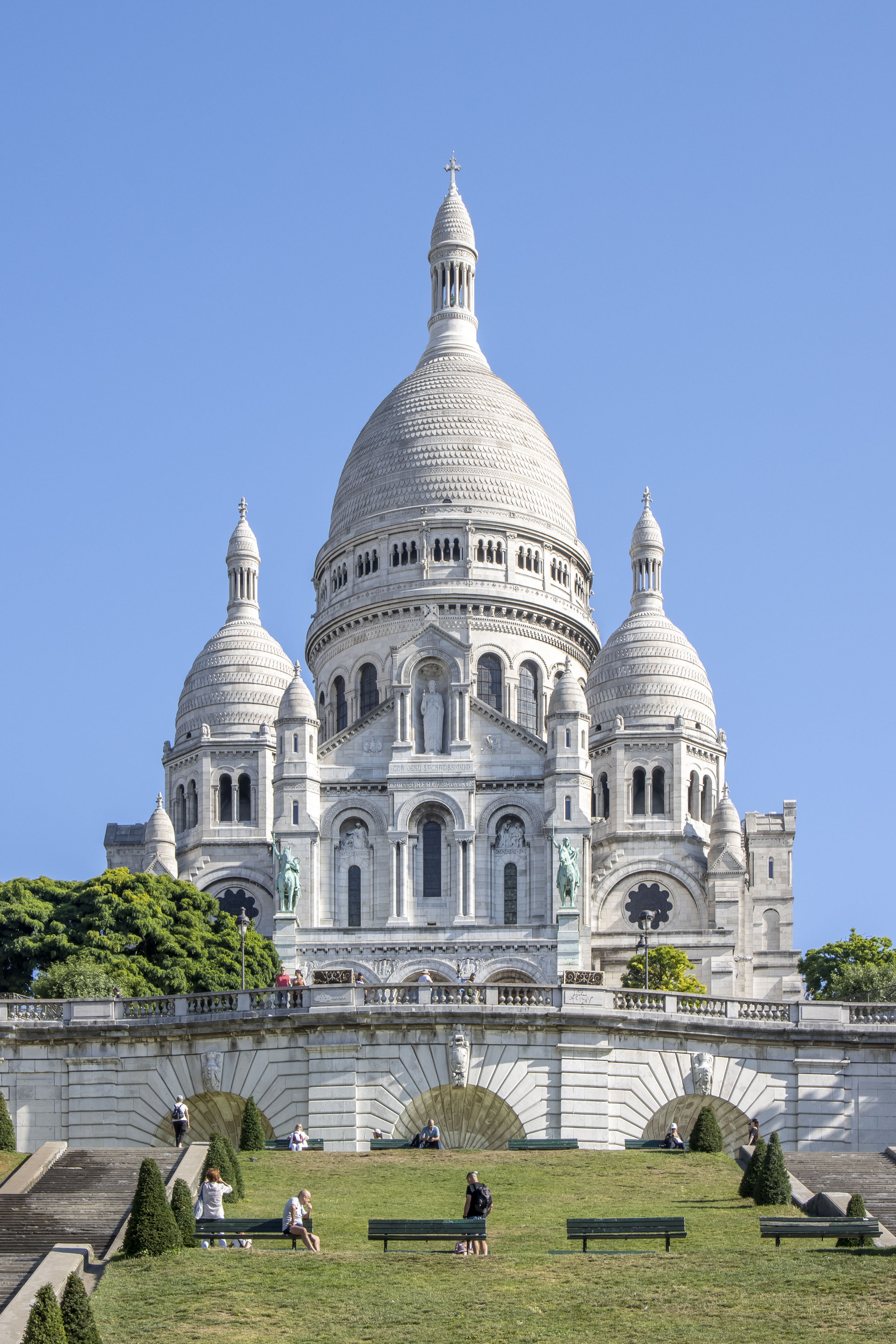
La basilique du Sacré-Cœur de Montmartre à Paris.
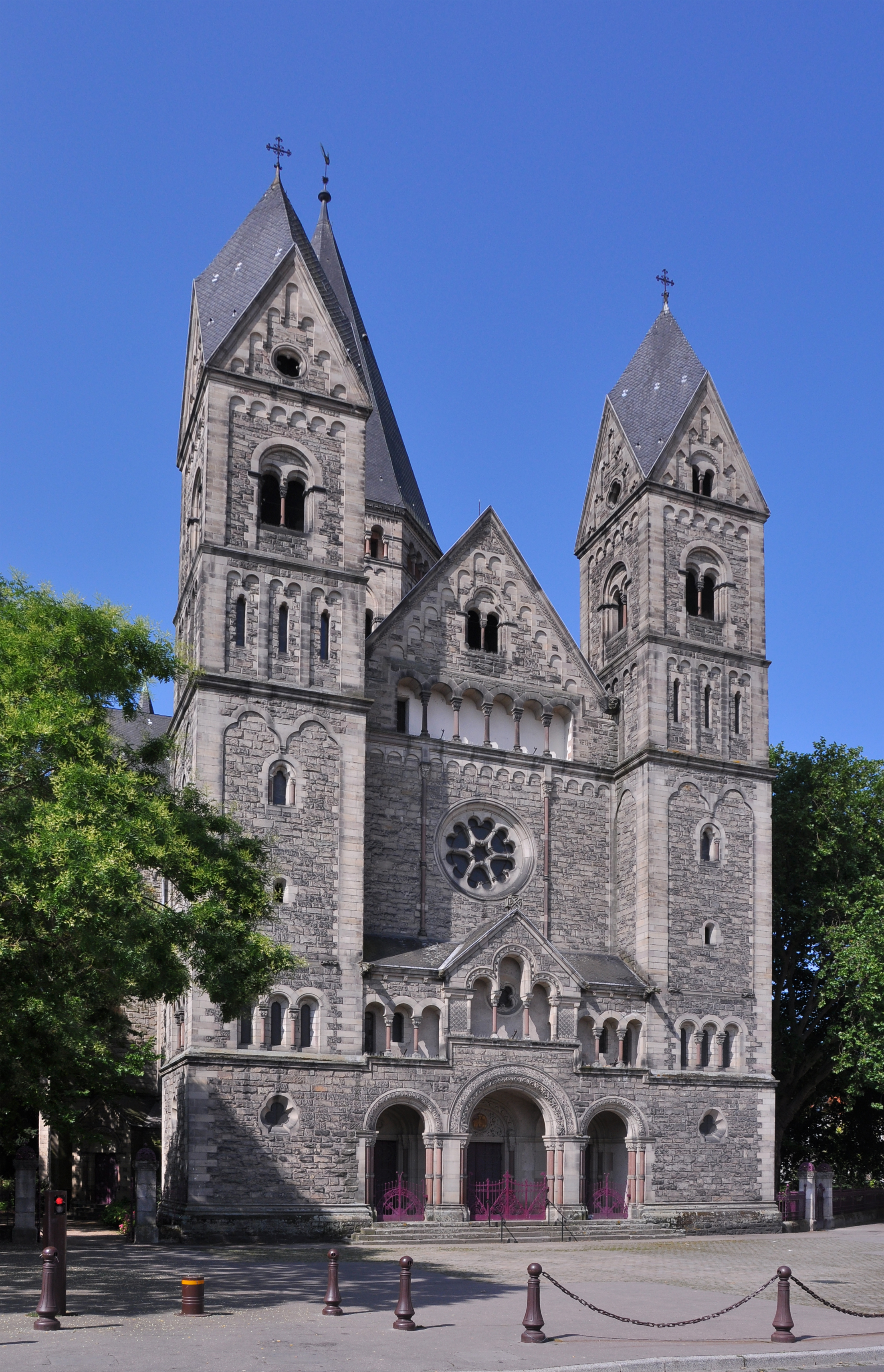
Le Temple Neuf à Metz (1901-1904), œuvre de l'architecte allemand Conrad Wahn.
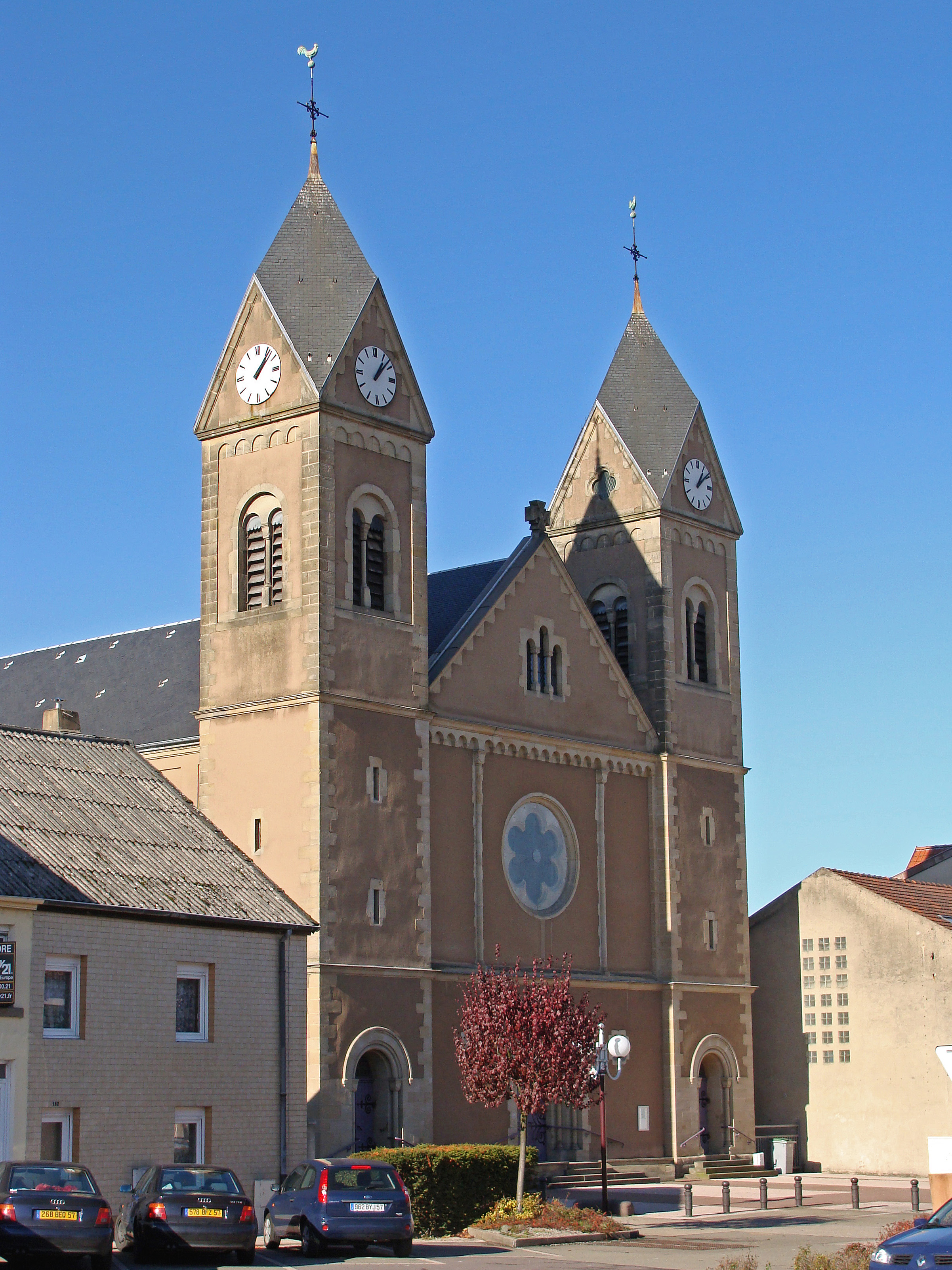
Église Saint-Gérard Majella de Carling (1906 à 1908), œuvre l’architecte Klein.
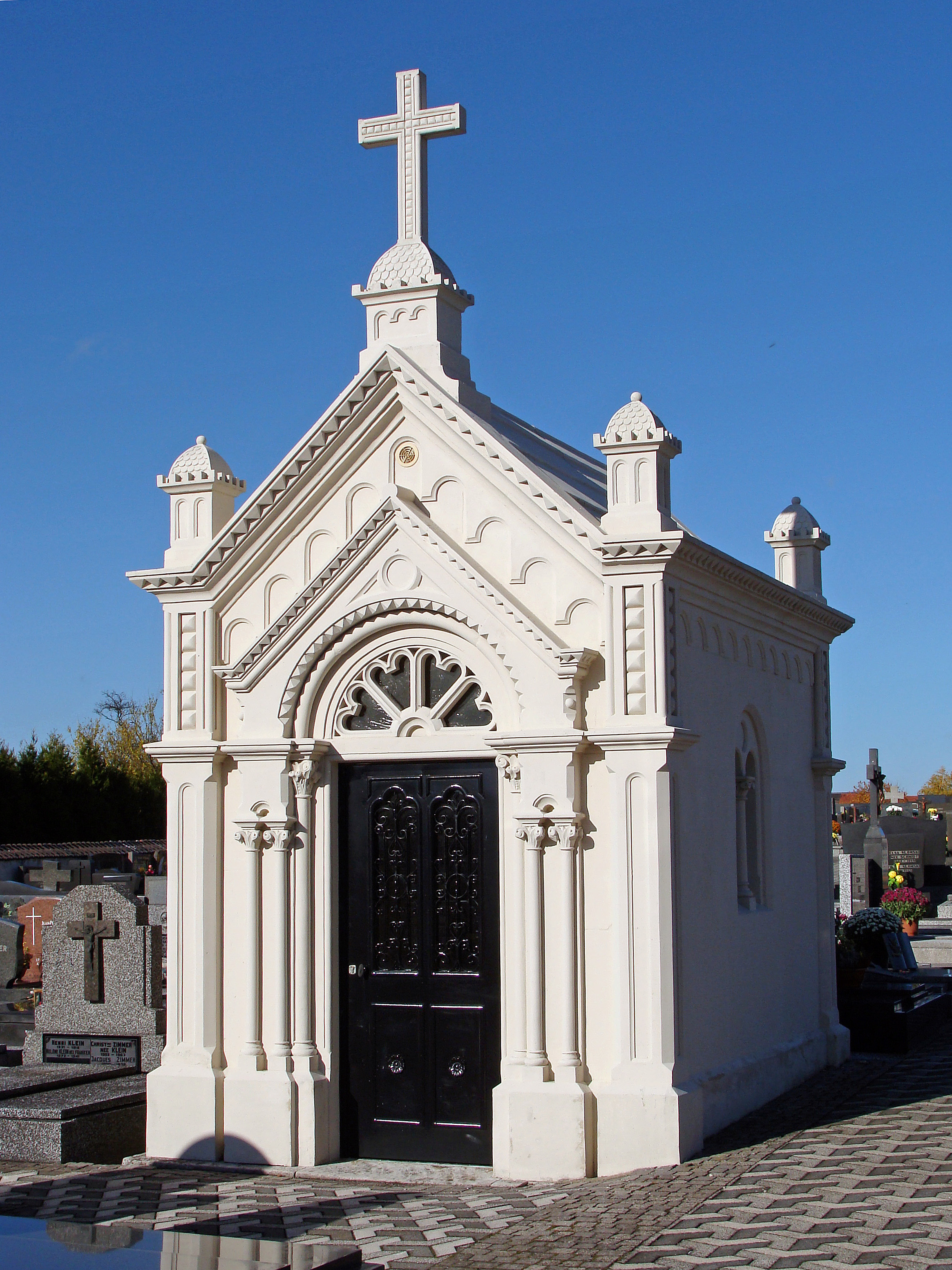
Chapelle néo-romane de L'Hôpital (Moselle).
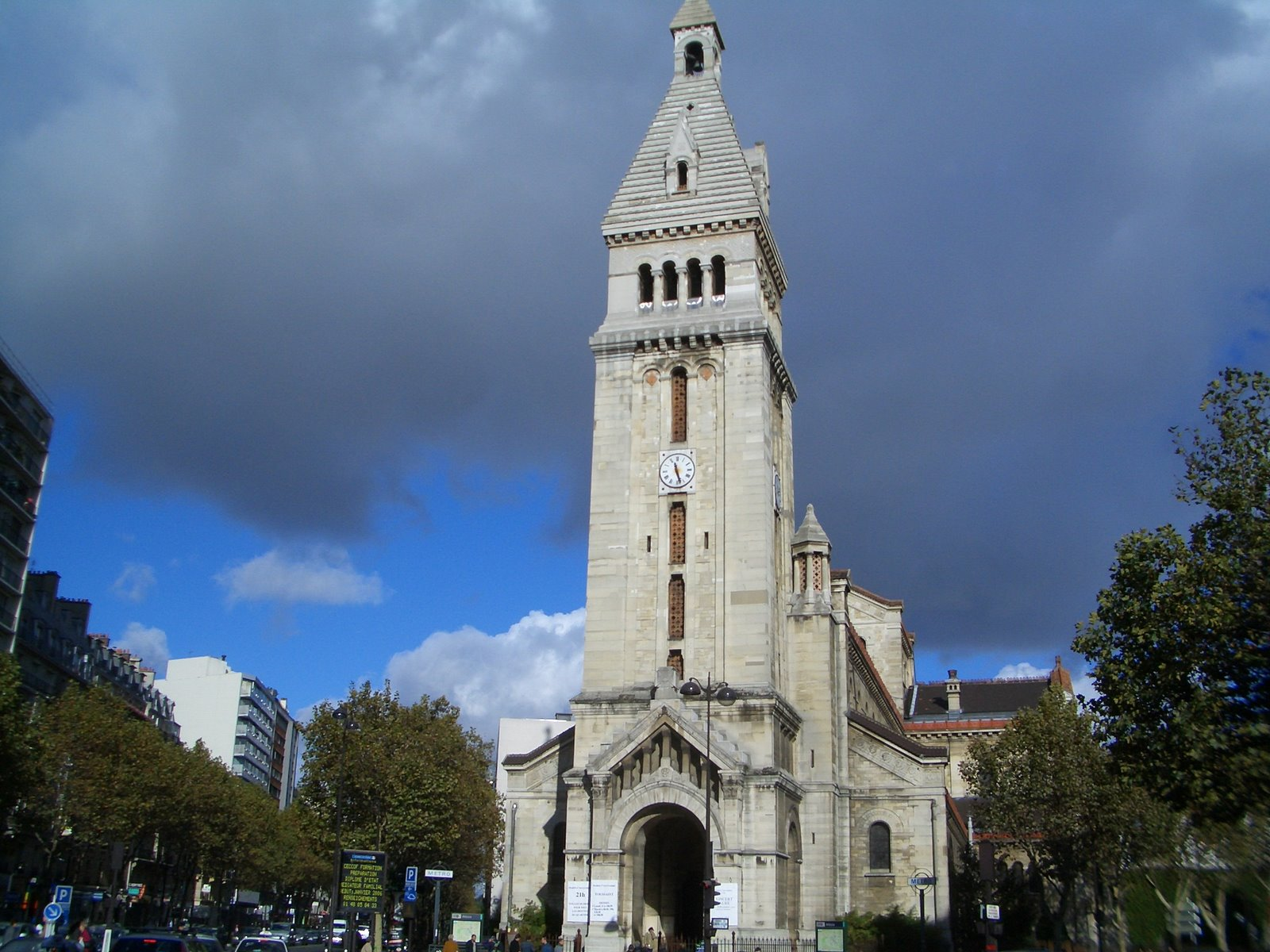
Église Saint-Pierre de Montrouge dans le 14e arrondissement de Paris